# Pioneer Pass
Pioneer Pass är ett bergspass i Kanada.   Det ligger i territoriet Nunavut, i den nordöstra delen av landet, 2 800 km norr om huvudstaden Ottawa. Pioneer Pass ligger 1 325 meter över havet.
Terrängen runt Pioneer Pass är bergig norrut, men söderut är den kuperad. Pioneer Pass ligger uppe på en höjd. Trakten runt Pioneer Pass är nära nog obefolkad, med mindre än två invånare per kvadratkilometer.. Det finns inga samhällen i närheten. 
Trakten runt Pioneer Pass är permanent täckt av is och snö.